# Marie Nikolaïevna de Russie (1819-1876)
Pour les articles homonymes, voir Maria de Russie et Maria Nikolaïevna de Russie.
 (avril 2019).
Si vous disposez d'ouvrages ou d'articles de référence ou si vous connaissez des sites web de qualité traitant du thème abordé ici, merci de compléter l'article en donnant les références utiles à sa vérifiabilité et en les liant à la section « Notes et références ».
Marie Nicolaïevna de Russie (en russe : Мария Николаевна), grande-duchesse de Russie, née le 18 août 1819 à Pavlovsk et morte le 21 février 1876 à Saint-Pétersbourg, est une princesse russe, membre de la dynastie des Romanov.
Elle est grande-duchesse de Russie, duchesse de Leuchtenberg, puis comtesse Stroganov.

## Biographie

### Famille
Marie est le deuxième enfant et la première fille de l'empereur Nicolas Ier de Russie et de l'impératrice Alexandra Feodorovna, née Charlotte de Prusse.
Maria Nicolaïevna de Russie appartient à la première branche de la Maison d'Oldenbourg-Russie (Holstein-Gottorp-Romanov) issue de la première branche de la Maison d'Holstein-Gottorp, elle-même issue de la première branche de la Maison d'Oldenbourg.

### Mariages et descendance

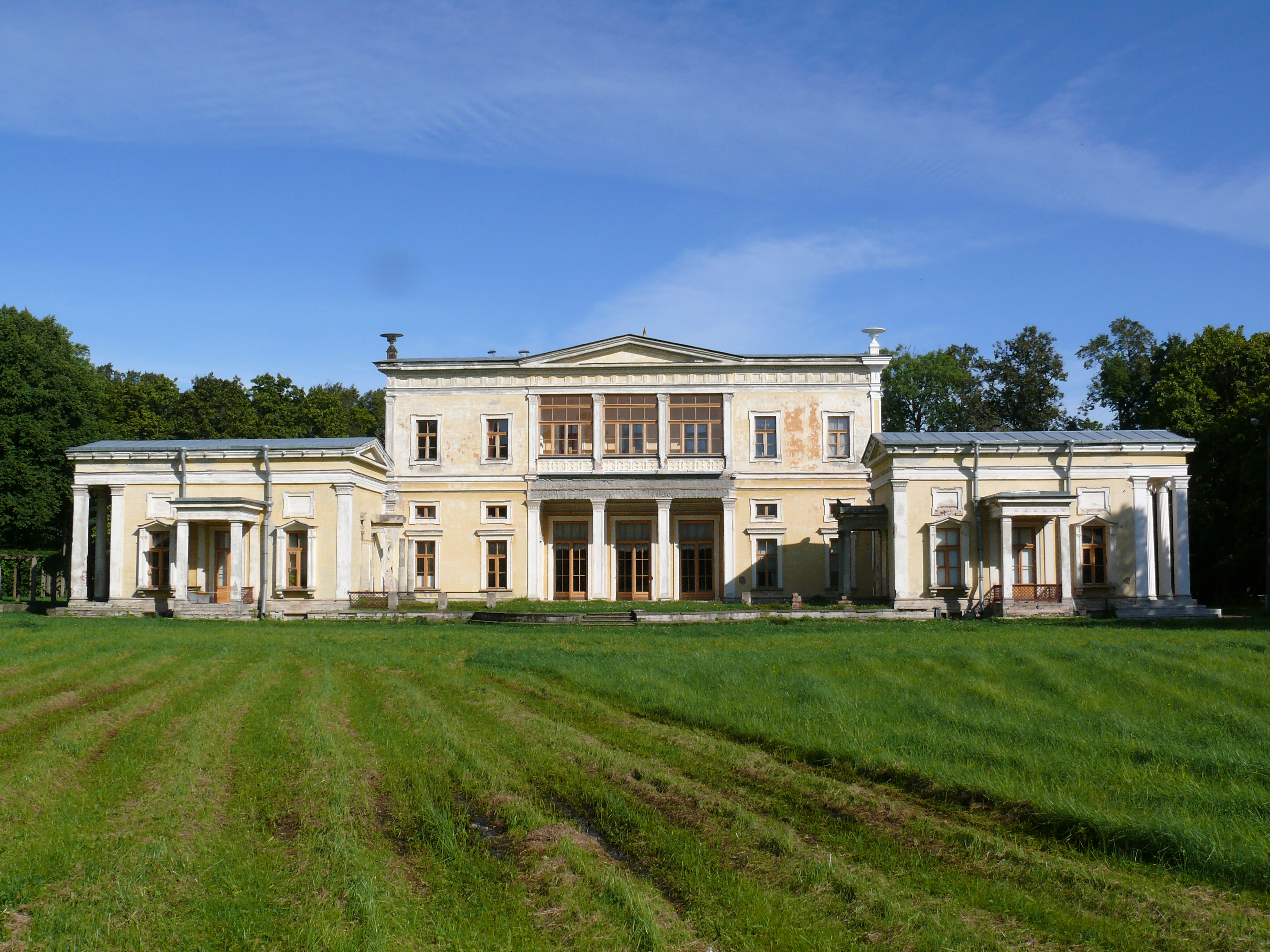
Vue du palais Leuchtenberg, résidence d'été du duc et de la duchesse de Leuchtenberg

Le 2 juillet 1839, Marie Nicolaïevna épouse le duc Maximilien de Leuchtenberg (1817-1852), fils d'Eugène de Beauharnais, duc de Leuchtenberg, et de la princesse Augusta-Amélie de Bavière.
Sept enfants naissent de cette union :
- Alexandra Maximilianovna (1840-1843), princesse Romanovskaïa.
- Marie Maximilianovna de Leuchtenberg (1841-1914), qui épouse en 1863 Guillaume de Bade (1829-1897), fils du grand-duc Léopold Ier de Bade[1].
- Nicolas Maximilianovitch de Leuchtenberg (1843-1891), duc de Leuchtenberg.
- Eugénie Maximilianovna de Leuchtenberg (1845-1925), en 1868, elle épouse le duc Alexandre d'Oldenbourg.
- Eugène Maximilianovitch de Leuchtenberg (1847-1901), duc de Leuchtenberg, en 1869, il épouse Daria Orpochinina (1845-1870). Veuf, il épouse en 1878 Zinaïda Skobeleva (1856-1899)
- Serge Maximilianovtich de Leuchtenberg (1849-1877), duc de Leuchtenberg, il est tué lors de la guerre russo-turque.
- Georges Maximilianovtich de Leuchtenberg (1852-1912), il épouse Thérèse d'Oldenbourg (1852-1883), fille de Georges d'Oldenbourg. Veuf, il épouse en 1889 Anastasia de Monténégro (1868-1935), fille de Nicolas Ier de Monténégro.

Veuve, la duchesse de Leuchtenberg épouse en 1856, le comte Grigori Alexandrovitch Stroganov (1824-1879).
Deux enfants naissent de cette union :
- Grigori Grigorievitch Stroganov (9 mai 1857, Genève-13 février 1859, Rome), comte Stroganov, enterré au cimetière du Testaccio.
- Elena Grigorievna Stroganov (1861-1908), comtesse Stroganova, elle épouse en 1879 le comte Vladimir Alexeïevitch Cheremetiev (1847-1903), puis en 1896 Grigori Nikititch Milashevich (1850-1918).

### Marie Nicolaïevna de Russie duchesse de Leuchtenberg

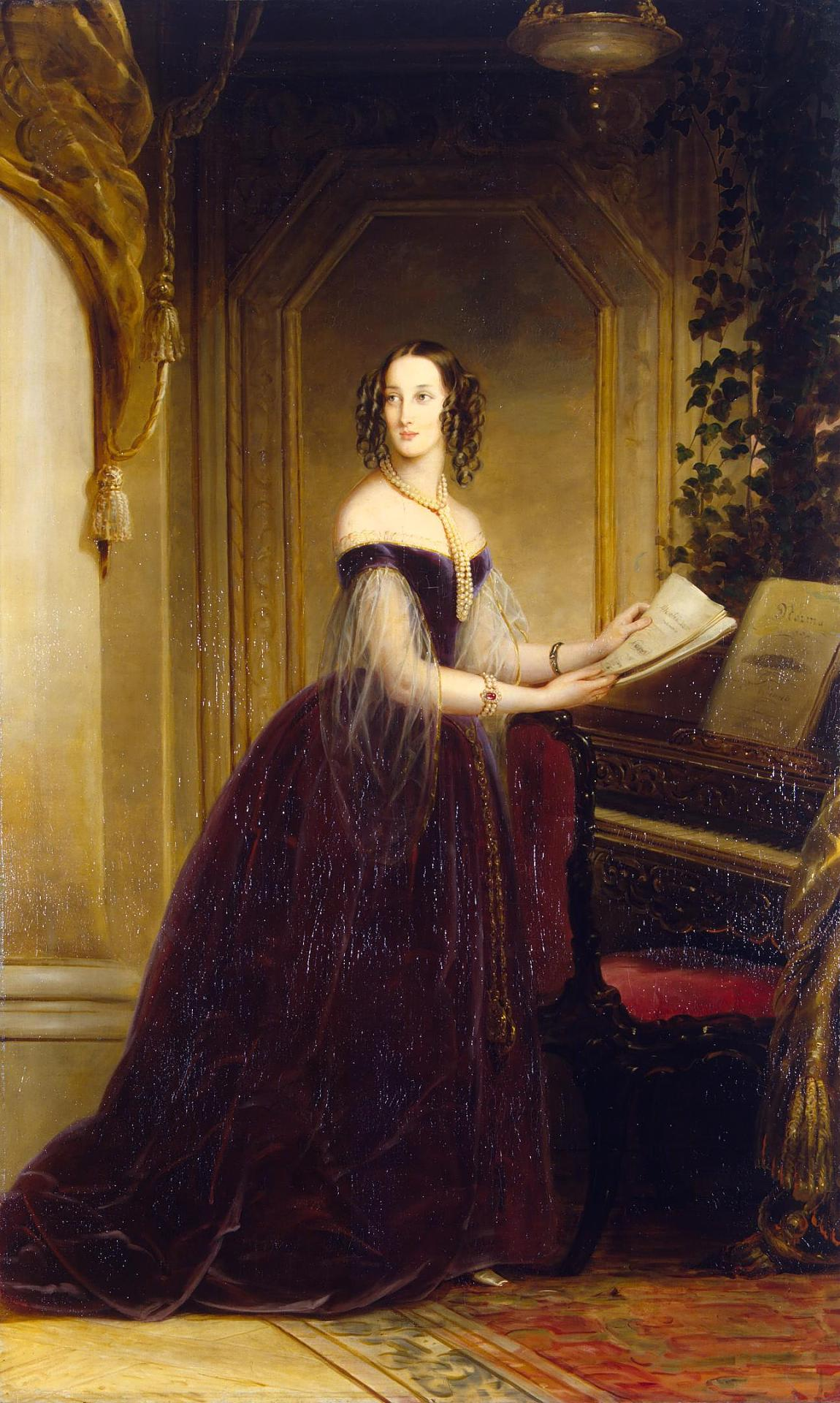
La grande-duchesse Marie Nikolaïevna de Russie, portrait de Christina Robertson

Marie Nicolaïevna de Russie reçoit une excellente éducation. Fait exceptionnel pour l'époque et sa position d'Altesse impériale, elle fait un mariage d'amour. Elle rencontre son futur époux, le duc Maximilien de Beauharnais, duc de Leuchtenberg lors de sa venue à Saint-Pétersbourg pour des manœuvres de cavalerie en 1837. À sa seconde visite, sa sœur, la grande-duchesse Olga écrivit dans son journal : « En quatre jours, il est devenu clair que Max et Marie se sont épris l'un de l'autre ».
D'un rang inférieur, il n'est pas convenable pour Maximilien de Leuchtenberg d'épouser la fille de l'empereur. En outre, il est catholique et la grande-duchesse orthodoxe. Sa propre famille, particulièrement sa mère, née Augusta de Bavière, est contre cette union. De plus, la famille Napoléon est considérée comme ennemie de la Russie. Néanmoins l'empereur donne son consentement à cette union, à la seule condition que le couple demeure en Russie. Il lui est interdit de s'installer à l'étranger. Maximilien de Leuchtenberg n'étant pas fils d'une famille régnante, il ne montre aucune difficulté à rester à Saint-Pétersbourg.
Le mariage a lieu le 2 juillet 1839 en la chapelle du Palais d'Hiver à Saint-Pétersbourg. L'empereur titre Maximilien de Leuchtenberg, Altesse impériale et prince Romanowsky. Le ménage princier demeure en Russie où leurs sept enfants grandissent dans le cercle de la famille impériale.

### Présidente de l'Académie des Arts

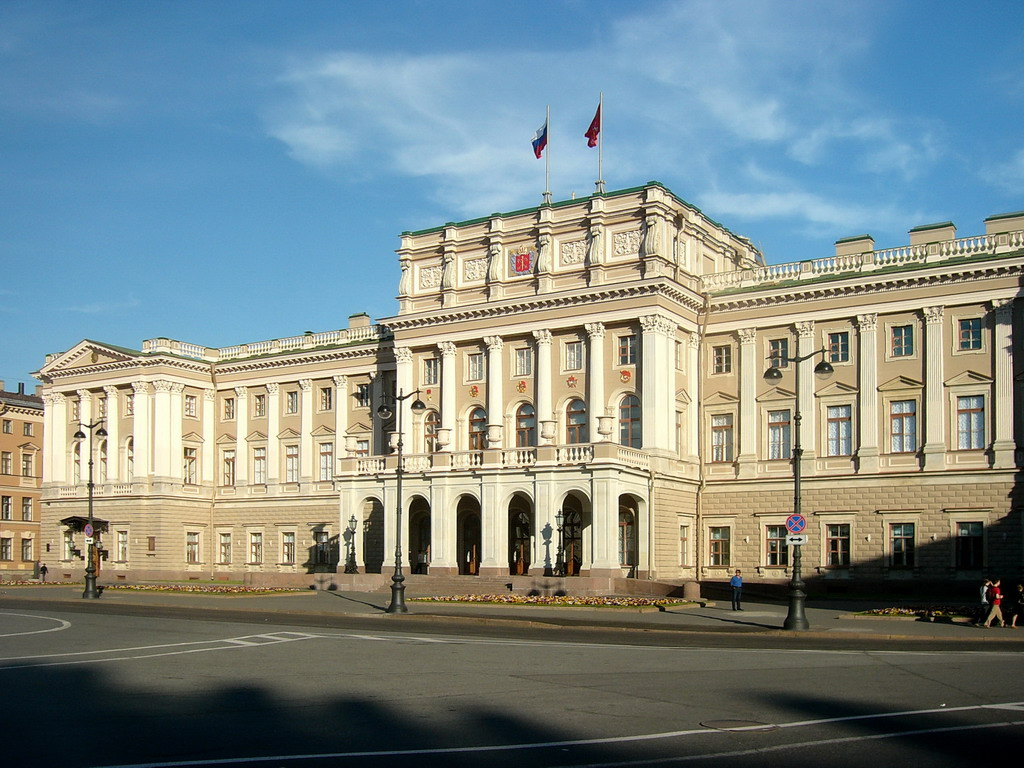
Le palais Marie

L'empereur Nicolas Ier conseille à sa fille de construire son propre palais. Il choisit un emplacement au centre de Saint-Pétersbourg en face de la cathédrale Saint-Isaac, sur les rives de la Moïka. L'argent n'est pas épargné pour la construction de ce palais dont la construction, qui débute en 1839, est confiée à l'architecte Andreï Stackenschneider. Dans l'attente de la fin des travaux, le couple et leurs trois enfants vivent au palais Vorontsov. Le palais, terminé en 1844, est appelé le palais Marie en son honneur. De son palais voisin, l'empereur peut quotidiennement rendre visite à sa fille.
Le duc et la duchesse de Leuchtenberg sont passionnés par les arts, les causes artistiques et charitables. Le duc se fait aussi en Russie une réputation de scientifique. Il est nommé président de l'Académie des Arts en 1843, tandis que la duchesse se pose en protectrice des arts. Au décès de son époux en 1852, elle lui succède au poste de présidente de l'Académie des arts. Dès lors, la duchesse de Leuchtenberg se consacre avec ardeur au mécénat et à ses collections d'art.

### Comtesse Stroganov

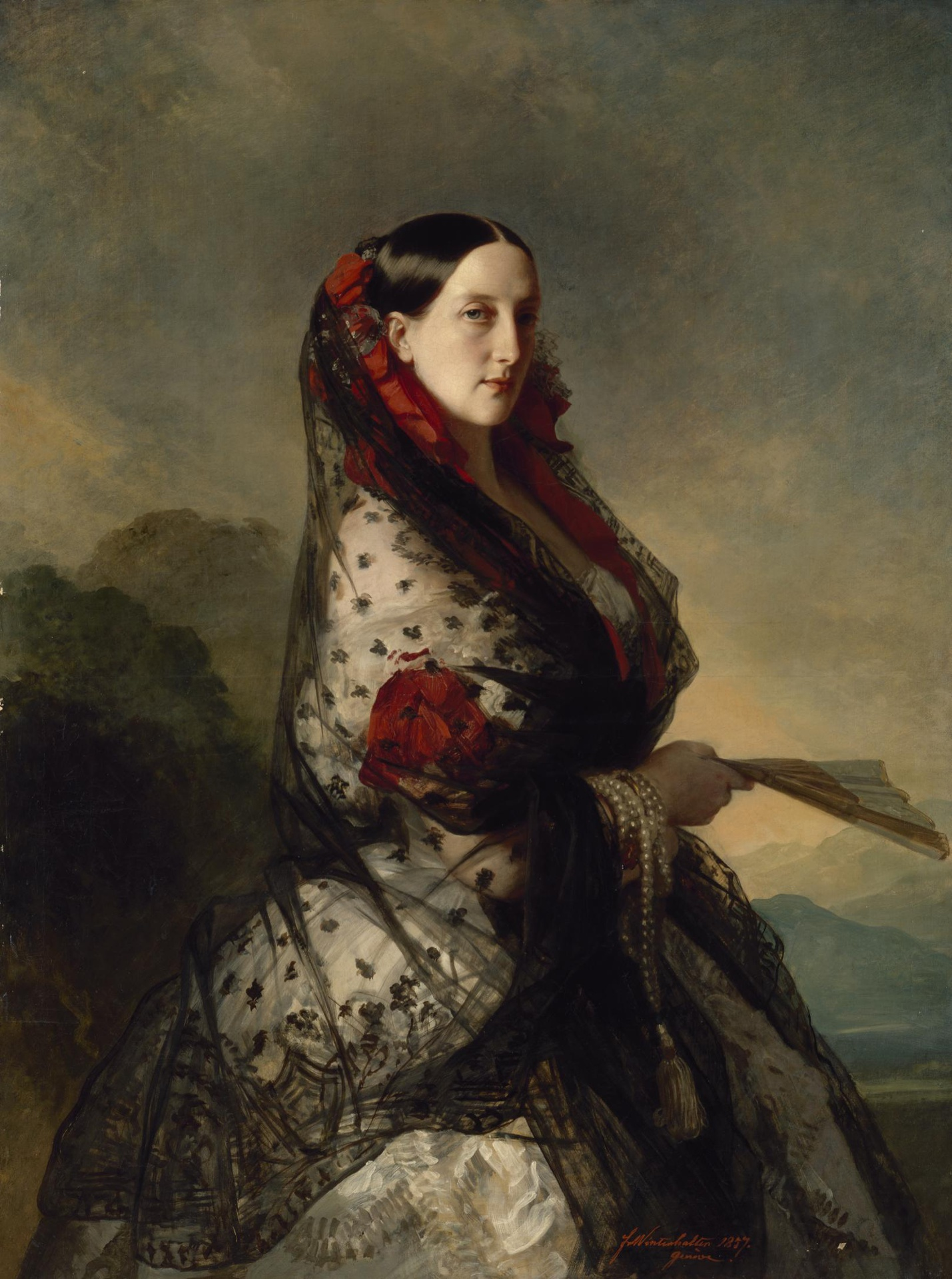
La comtesse Stroganov, portrait de Franz Xaver Winterhalter (1857) exposé au musée de l'Ermitage

En 1854, Marie Nicolaïevna épouse le comte Grigori Alexandrovitch Stroganov, fils du comte Alexandre Grigorievitch Stroganov et de son épouse, la princesse Natalia Viktorovna Kochubey. Ce mariage morganatique est tenu secret par le couple, jusqu'au décès de  l'empereur Nicolas Ier. Ils s'installent à Florence en 1862, à la Villa Quarto qui avait appartenu jadis à Jérôme Bonaparte. Elle prend comme conseiller le peintre et collectionneur Karl Lephard. Quasi quotidiennement, le couple visite les musées, les collections privées et se rend chez les antiquaires. La comtesse Stroganov achète avec zèle et passion peintures, sculptures et mobilier pour l'aménagement de la Villa Quarto.

### Décès et inhumation
Maria Nicolaïevna de Russie doit souffrir de varices ou d'une sorte de maladie osseuse, car à la fin de sa vie elle se retrouve invalide. Elle meurt le 21 février 1876 à Saint-Pétersbourg. Elle est inhumée au mausolée grand-ducal de Saint-Pétersbourg.

## Partages des collections
À la mort de Marie Nicolaïevna, son fils, le duc Nicolas de Leuchtenberg, organise une exposition à l'Académie des Beaux-Arts à Saint-Pétersbourg. En 1913, une nouvelle exposition est organisée au musée de l'Ermitage avec pour intitulé le Patrimoine de la grande-duchesse Maria Nicolaïevna.
Après la Révolution russe de 1917, la collection est dispersée. Aujourd'hui, certaines de ses œuvres peuvent être admirées dans les musées de Moscou, Saint-Pétersbourg, Vienne et aux États-Unis.
Trois des fils de Marie Nicolaïevna continuent de vivre au palais Marie, mais en 1884, il est vendu pour éponger les dettes contractées par la famille. De nos jours, l'édifice abrite l'assemblée législative de Saint-Pétersbourg.